# Pseudepipona cretensis
Pseudepipona cretensis är en stekelart som beskrevs av Blüthgen 1942. Pseudepipona cretensis ingår i släktet Pseudepipona och familjen Eumenidae. Inga underarter finns listade i Catalogue of Life.